# Simon Brooke Mackay, Baron Tanlaw
Simon Brooke Mackay, Baron Tanlaw (* 30. März 1934) ist ein britischer Unternehmer und Politiker der 1988 aufgelösten Liberal Party und seit 1971 als Life Peer Mitglied des House of Lords, wobei er dort mittlerweile zu den parteilosen Mitgliedern (Crossbenchers) gehört.

## Leben
Mackay, dritter Sohn von Kenneth Mackay, 2. Earl of Inchcape, war ein Enkel von Charles Vyner Brooke, der zwischen 1917 und 1946 dritter und letzter weißer Raja von Sarawak im heutigen Malaysia war. Nachdem er zwischen 1952 und 1954 als Unterleutnant bei den XII. Royal Lancer in der Föderation Malaya diente, ließ er sich Ende der 1950er Jahre Großbritannien nieder.
Bei der Unterhauswahl am 8. Oktober 1959, einer Nachwahl 1960 sowie den Unterhauswahlen vom 15. Oktober 1964 bewarb sich Mackay jeweils für die Liberal Party erfolglos im Wahlkreis Galloway für ein Abgeordnetenmandat im House of Commons.
Im Anschluss engagierte er sich zunehmend in dem der Familie gehörenden Unternehmen Inchcape und wurde dort 1967 Direktor. Diese Funktion behielt er bis Mitte der 1990er Jahre der Einfluss der Familie in dem Unternehmen sank.
1971 wurde er als Life Peer mit dem Titel eines Baron Tanlaw, of Tanlawhill in the County of Dumfries, in den Adelsstand erhoben und ist seither Mitglied des House of Lords, wobei er seit der Auflösung der Liberal Party am 2. März 1988 zur Gruppe der parteilosen Oberhausmitgliedern, den sogenannten Crossbencher, gehört.
Aufgrund seiner besonderen Beziehung zu Malaysia war er erstmals zwischen 1973 und 1975 Präsident der Sarawak Association. Später war er von 1980 bis 1996 Mitglied des Aufsichtsrates der London School of Economics and Political Science (LSE) sowie zwischen 1997 und 1999 erneut Präsident der Sarawak Association.
Baron Tanlaw ist nach wie vor in der Privatwirtschaft und unter anderem Vorstandsvorsitzender der ihm gehörenden Fandstan Electric Group Ltd, eine private Unternehmensgruppe im Bereich Elektro- und Eisenbahningenieurwesen. 2014 wurde das Unternehmen verkauft.
Seit April 2010 ist er darüber hinaus Kanzler der University of Buckingham, der einzigen privaten Universität in England.